# UCI Africa Tour 2019
Navigation
Édition précédente Édition suivante
L'UCI Africa Tour 2019 est la 15e édition de l'UCI Africa Tour, l'un des cinq circuits continentaux de cyclisme de l'Union cycliste internationale. Il est composé de 12 compétitions organisées du 26 octobre 2018 au 19 octobre 2019 en Afrique.

## Équipes
Les équipes qui peuvent participer aux différentes courses dépendent de la catégorie de l'épreuve. Par exemple, les UCI WorldTeams ne peuvent participer qu'aux courses .1 et leur nombre par épreuves est limité.
| Catégorie               | Catégorie                  | Équipes |
| ----------------------- | -------------------------- | --- |
| .1                      | 1.1 (Course d'un jour)     | * WorldTeam (max 50%) * Continentales professionnelles * Continentales * Sélections nationales              |
| .1                      | 2.1 (Course par étapes)    | * WorldTeam (max 50%) * Continentales professionnelles * Continentales * Sélections nationales              |
| .2                      | 1.2 (Course d'un jour)     | * Continentales professionnelles * Continentales * Sélections nationales * Sélections régionales * Amateurs |
| .2                      | 2.2 (Course par étapes)    | * Continentales professionnelles * Continentales * Sélections nationales * Sélections régionales * Amateurs |
| .Ncup (moins de 23 ans) | 1.Ncup (Course d'un jour)  | * Sélections nationales * Sélections mixtes * Sélections régionales                                         |
| .Ncup (moins de 23 ans) | 2.Ncup (Course par étapes) | * Sélections nationales * Sélections mixtes * Sélections régionales                                         |

## Calendrier des épreuves

### Octobre 2018
| Date | Course       | Pays         | Classe | Vainqueur      | Équipe |
| ---- | ------------ | ------------ | ------ | -------------- | ------ |
| 26-4 | Tour du Faso | Burkina Faso | 2.2    | Mathias Sorgho |        |

### Novembre 2018
| Date | Course              | Pays     | Classe | Vainqueur    | Équipe |
| ---- | ------------------- | -------- | ------ | ------------ | ------ |
| 24   | Africa Cup (c.l.m.) | Érythrée | 1.2    | Sirak Tesfom |        |
| 25   | Africa Cup          | Érythrée | 1.1    | Sirak Tesfom |        |

### Janvier
| Date  | Course                 | Pays  | Classe | Vainqueur         | Équipe         |
| ----- | ---------------------- | ----- | ------ | ----------------- | -------------- |
| 21-27 | Tropicale Amissa Bongo | Gabon | 2.1    | Niccolò Bonifazio | Direct Énergie |

### Février
| Date | Course         | Pays   | Classe | Vainqueur     | Équipe |
| ---- | -------------- | ------ | ------ | ------------- | ------ |
| 24-3 | Tour du Rwanda | Rwanda | 2.1    | Merhawi Kudus | Astana |

### Mars
| Date  | Course                  | Pays           | Classe | Vainqueur              | Équipe      |
| ----- | ----------------------- | -------------- | ------ | ---------------------- | ----------- |
| 4-8   | Tour de Bonne-Espérance | Afrique du Sud | 2.2    | Marc Pritzen           | Office Guru |
| 22-26 | Tour d'Égypte           | Égypte         | 2.2    | Polychrónis Tzortzákis | Grèce       |

### Avril
| Date | Course        | Pays  | Classe | Vainqueur      | Équipe |
| ---- | ------------- | ----- | ------ | -------------- | ------ |
| 5-14 | Tour du Maroc | Maroc | 2.2    | Laurent Evrard | Sovac  |

### Mai
| Date  | Course              | Pays           | Classe | Vainqueur           | Équipe                 |
| ----- | ------------------- | -------------- | ------ | ------------------- | ---------------------- |
| 5     | 100 Cycle Challenge | Afrique du Sud | 1.2    | Jayde Julius        | ProTouch               |
| 14-19 | Tour de Limpopo     | Afrique du Sud | 2.2    | Samuele Battistella | Dimension Data-Qhubeka |

### Juin
| Date  | Course                                                  | Pays     | Classe | Vainqueur             | Équipe                         |
| ----- | ------------------------------------------------------- | -------- | ------ | --------------------- | ------------------------------ |
| 1-9   | Tour du Cameroun                                        | Cameroun | 2.2    | Radoslav Konstantinov | Martigues SC-Drag Bicycles     |
| 17    | Challenges de la Marche verte-Grand Prix Sakia El Hamra | Maroc    | 1.2    | Hermann Keller        | Team Embrace The World Cycling |
| 19    | Challenges de la Marche verte-Grand Prix Oued Eddahab   | Maroc    | 1.2    | Jason Oosthuizen      | TEG                            |
| 20    | Challenges de la Marche verte-Grand Prix Al Massira     | Maroc    | 1.2    | Gustav Basson         | TEG                            |
| 22-24 | Challenge International du Sahara Marocain              | Maroc    | 2.2    | Gustav Basson         | TEG                            |

### Juillet
| Date | Course                                          | Pays  | Classe | Vainqueur       | Équipe     |
| ---- | ----------------------------------------------- | ----- | ------ | --------------- | ---------- |
| 22   | Challenge du Prince-Trophée princier            | Maroc | 1.2    | Jayde Julius    | ProTouch   |
| 24   | Challenge du Prince-Trophée de l'anniversaire   | Maroc | 1.2    | Youcef Reguigui | Terengganu |
| 25   | Challenge du Prince-Trophée de la maison royale | Maroc | 1.2    | Youcef Reguigui | Terengganu |

### Octobre
| Date  | Course                  | Pays     | Classe | Vainqueur      | Équipe  |
| ----- | ----------------------- | -------- | ------ | -------------- | ------- |
| 16-20 | Grand Prix Chantal Biya | Cameroun | 2.2    | Azzedine Lagab | Algérie |

## Classements
- Note: classements définitifs au 22 octobre[1],[2]

| #   | Pays           | Pts.    |
| --- | -------------- | ------- |
| 1.  | Afrique du Sud | 3504.67 |
| 2.  | Érythrée       | 2570.5  |
| 3.  | Algérie        | 2019.33 |
| 4.  | Maroc          | 902     |
| 5.  | Rwanda         | 809     |
| 6.  | Burkina Faso   | 374     |
| 7.  | Éthiopie       | 364     |
| 8.  | Namibie        | 301     |
| 9.  | Tunisie        | 197     |
| 10. | Angola         | 89      |

| #   | Pays (U23)     | Pts.   |
| --- | -------------- | ------ |
| 1.  | Érythrée       | 1159.5 |
| 2.  | Maroc          | 704    |
| 3.  | Rwanda         | 523.75 |
| 4.  | Algérie        | 356.98 |
| 5.  | Afrique du Sud | 262    |
| 6.  | Burkina Faso   | 169.5  |
| 7.  | Éthiopie       | 109.5  |
| 8.  | Maurice        | 78     |
| 9.  | Namibie        | 75     |
| 10. | Tunisie        | 62     |